# Тарасово (Брянская область)
Тарасово — урочище в Жирятинском районе Брянской области, в составе Морачёвского сельского поселения. 
 Расположена в 4 км к северо-востоку от села Морачёво. Постоянное население с 2008 года отсутствует.

## История
Упоминается с XVII века в составе Подгородного стана Брянского уезда.
В XVIII веке — владение Небольсиных, позднее Правиковых и других помещиков (сельцо). Состояла в приходе села Княвичи, с конца XIX века — села Берёзовичи.
С 1861 по 1924 год входила в Княвицкую волость Брянского (с 1921 — Бежицкого) уезда; с 1924 года в Жирятинскую волость, с 1929 в Жирятинский район, а при его временном расформировании — в Брянский (1932—1939), Жуковский (1957—1985) район.
С 1920-х гг. до 1954 года и в 1985—2005 гг. входила в Княвичский сельсовет; в 1954—1985 гг. — в Морачёвский сельсовет. В 1964 году к деревне Тарасово присоединена деревня Дедов Починок.
По переписи 1926 года в деревне находилось 54 двора, численность жителей составляла 301 человек.